# MAPU Obrero Campesino
El MAPU Obrero Campesino (MAPU/OC o MOC) fue un partido político chileno de izquierda existente entre 1973 y 1985.
Nació producto de una división al interior del Movimiento de Acción Popular Unitaria (MAPU) ocurrida en marzo de 1973, cuando algunos militantes de la colectividad reclamaron para sí la herencia teórica y política de Rodrigo Ambrosio, fundador del MAPU, ya fallecido en mayo de 1972. Y entraron en pugna con el sector liderado por Óscar Guillermo Garretón, postura que quedó como hegemónica dentro del partido.
Ante este escenario el grupo liderado por Jaime Gazmuri Mujica optó por crear una colectividad propia, denominada MAPU/OC, que se circunscribió dentro de la tendencia moderada de la Unidad Popular (UP) junto a comunistas y radicales, sosteniendo que el gobierno de Salvador Allende es “la principal conquista revolucionaria lograda por la lucha popular y democrática”. Se marginó de sectores más radicales de la izquierda, y mantuvo a dos de sus militantes como ministros de Estado en el gabinete de Allende: Fernando Flores y Juan Carlos Concha.
Luego del golpe militar del 11 de septiembre de 1973, la dirección del partido encabezada por Gazmuri, siguió en Chile desarrollando su trabajo desde la clandestinidad. Tras una evolución signada por agudas diferencias ideológicas (entre «marxistas-leninistas» y «marxistas-renovadores») se produce su división en los inicios de la década de 1980. La disputa entre ambas fracciones siguió vigente durante toda la década, hasta que en el año 1985 la tendencia de los «renovadores» se disolvió y muchos de sus militantes pasaron a formar parte del Partido Socialista de Chile (PS). Años más tarde, desde enero de 1988 militantes del MAPU/OC, se incorporaron al trabajo organizativo del Partido por la Democracia (PPD).

## Historia

### Fundación y Unidad Popular
Surgió producto de una división del MAPU en marzo de 1973, luego que la facción de Jaime Gazmuri no reconociera el triunfo de Óscar Guillermo Garretón como secretario general del partido. Reclamaba para sí la herencia teórica y política de Rodrigo Ambrosio, fundador principal del MAPU, fallecido en mayo de 1972, Fue constituido oficialmente como partido político el 2 de junio de 1973, luego que la Dirección del Registro Electoral determinara que el MAPU encabezado por Garretón podía hacer uso oficial del nombre del partido.
Tuvo dos ministros en el gobierno de Salvador Allende –Fernando Flores Labra y Juan Carlos Concha–, subsecretarios, intendentes y gobernadores.  En sus filas militó uno de los dos diputados que el MAPU elige en las últimas elecciones parlamentarias chilenas antes del golpe de Estado de 1973: Alejandro Bell.
El MAPU/OC postulaba la formación de un "tercer partido proletario" y la necesidad de configurar una dirección única de la revolución chilena con comunistas y socialistas. Formó el ala moderada de la Unidad Popular, junto a comunistas, radicales y la Acción Popular Independiente. Tomó distancia de los sectores más de izquierda de la alianza, principalmente del MIR.

### Dictadura militar, división y disolución
Tras el golpe de Estado del 11 de septiembre de 1973, su dirección encabezada por Jaime Gazmuri como secretario general, permanece en Chile trabajando en la clandestinidad. Tiene su principal desarrollo en la intelectualidad –Tomás Moulián, José Joaquín Brunner, Augusto Varas y otros–, en la juventud universitaria y en el campesinado. En el exilio nuclea su militancia bajo la dirección exterior en que destacan José Miguel Insulza, Eduardo Rojas (uno de los vicepresidentes de la CUT) y Juan Enrique Vega, exembajador de Chile en Cuba.
A principios de los años 1980, el MAPU/OC se divide entre  "renovadores" y "ortodoxos": Los primeros estaban encabezados por Jaime Gazmuri, Enrique Correa, Jorge Molina y Marcelo Contreras; y conservaron el nombre de MAPU/OC; en tanto que los segundos, liderados por Fernando Ávila y otros, adoptaron la denominación de MAPU/OC Tendencia Proletaria o MAPU Proletario.
El sector renovado formó alianzas con el PS-Altamirano y la Izquierda Cristiana en el Bloque Socialista. Los "ortodoxos", en cambio, se acercaron al Partido Comunista y al PS-Almeyda en el Movimiento Democrático Popular.  El sector renovado integró, además, la Alianza Democrática.
Tras el proceso de la renovación política-ideológica en curso en la izquierda chilena, el partido se vio envuelto en diversas disputas internas. Además, existían distintas miradas respecto al tipo y proyecto de partido. Un sector de la dirección, por otro lado, había manifestado abiertamente la idea de finiquitar la orgánica y fusionarse en un partido u orgánica más amplia del área socialista. Todo lo anterior, generó la disolución del partido en 1985 y la reinserción de sus cuadros y militantes en diversas orgánicas de la izquierda chilena. Quienes apostaban por una visión más renovada se integraron en 1985 al PS-Briones (un sector de su dirección, intelectuales y líderes). Otros apostaron por reinsertarse en el MAPU que lideraba Garretón, Correa, Bell y Barueto, quienes habían anunciado la celebración del Congreso de Unidad. Por u parte, los llamados ortodoxos se dividieron en el MAPU/OC de Chile (liderado por Fernando Ávila, más moderado) y en el MAPU/OC (más revolucionario).
Aunque el partido ya no existía como tal, la facción de Ávila apareció como uno de los firmantes del acta de fundación de la Concertación de Partidos por la Democracia en 1988, y llamó a votar "NO" para el plebiscito nacional de aquel año. Tras la disolución definiva del MAPU/OC, la mayoría sus militantes se trasladó al Partido Socialista de Chile y al Partido por la Democracia, tal como lo hicieron los exdirigentes del MAPU Garretón y la Izquierda Cristiana.